# Kreisgericht Neuhaldensleben
Das Kreisgericht Neuhaldensleben war von 1849 bis 1879 ein preußisches Kreisgericht mit Sitz in Neuhaldensleben. 

## Geschichte
Die „Verordnung über die Aufhebung der Privatgerichtsbarkeit und des eximierten Gerichtsstandes sowie über die anderweitige Organisation der Gerichte“ vom 2. Januar 1849 hob die Patrimonialgerichtsbarkeit auf. Gleichzeitig wurde das Appellationsgericht Magdeburg geschaffen, dem Kreisgerichte, darunter das Kreisgericht Neuhaldensleben zugeordnet waren. Sein Sprengel umfasste den größten Teil des Landkreises Neuhaldensleben und Teile der Landkreise Gardelegen und Landkreise Wolmirstedt mit der Stadt Neuhaldensleben. Der Sprengel umfasste 53.695 Gerichtseingesessene. Schwurgerichtsangelegenheiten wurden beim Stadt- und Kreisgericht Magdeburg behandelt. Gerichtskommissionen wurden in Erxleben und Weferlingen eingerichtet.
Mit den Reichsjustizgesetzen wurden die Gerichte im Deutschen Reich vereinheitlicht. Das Kreisgericht Neuhaldensleben wurde 1879 aufgehoben. Neu eingerichtet wurde nun das Amtsgericht Neuhaldensleben im Bezirk des Landgerichtes Magdeburg.

## Gerichtskommission Weferlingen
Der Sprengel der Gerichtskommission Weferlingen umfasste die Orte Weferlingen, Belsdorf, Behnsdorf, Döhren und Neubau, Eickendorf, Eichenrode, Everingen, Gehrendorf, Hödingen, Kaltendorf mit Zülbeck, Klinze, Lockstedt bei Oebisfelde, Raetzlingen, Ribbensdorf, Seggerde mit Seggerhof, Siestedt und Walbeck.
Die Gerichtskommission Weferlingen wurde 1879 aufgehoben und das Amtsgericht Weferlingen gebildet.

## Gerichtskommission Erxleben
Der Sprengel der Gerichtskommission Erxleben umfasste die Orte Erxleben, Alleringersleben, Behnsdorf, Belsdorf, Eimersleben, Groß Bartensleben, Harbke, Hödingen, Klein Bartensleben, Marienborn, Morsleben mit Amalienbad, Ostingersleben, Schwanefeld, Uhrsleben, Wefensleben und Wulfersdorf.
Die Gerichtskommission Erxleben wurde 1879 aufgehoben und das Amtsgericht Erxleben gebildet.